# Allen Berg
Allen Bernard Berg (Vancouver, 1961. augusztus 1. –) korábbi kanadai autóversenyző, Formula–1-es pilóta.

## Pályafutása
1978-ban, 17 évesen kezdett gokartozni és 20 évesen már a Formula Atlantic sorozatban versenyzett, majd 1983-ban Európába ment, hogy a Formula–3-ban tegye próbára a tudását. Az időzítés azonban nem volt valami szerencsés, hiszen az angol Formula–3-as bajnokságban Ayrton Senna és Martin Brundle ellen kellett bizonyítania, Berg azonban az év végén a bajnokság 5. helyén végzett, majd a következő szezonban Johnny Dumfries mögött a 2. lett az összetettben. 1985-ben Berg hazatért Kanadába, hogy megpróbáljon támogatókat szerezni a Formula–1-re, majd végül 1986-ban a kis olasz Osella istálló lehetőséget adott neki az indulásra.
Marc Surer, aki az Arrows pilótája volt az 1986-os szezonban, megsérült egy rali balesetben, helyét pedig az Arrowsnál az akkor még az Osellánál versenyző Christian Danner vehette át, így az Osellánál felszabadult az egyik ülés. Berg menedzsere, Michel Koenig pedig ekkor már kapcsolatban állt a csapatot vezető Enzo Osellával.
Berg 9 futamon indult az 1986-os szezonban a legjobb eredménye pedig egy 12. hely volt a német nagydíjon. Sok csapattal tárgyalt, a tárgyalásokban pedig kezdetben a Labatt sörgyár is támogatott, de miután a kanadai nagydíj kikerült az 1987-es versenynaptárból, minden esélye megszűnt, hogy támogatókra tegyen szert Kanadából.
A kanadai pilóta Formula–1-es álmai így egy csapásra szertefoszlottak, de ezt követően 2001-ig még különböző kategóriákban versenyzett. Rész vett az 1990-es Le Mans-i 24 órás versenyen, 1993-ban megnyerte a mexikói Formula–2-es bajnokságot, 2001-ben pedig az Indy Lights Panamericana bajnoki címét szerezte meg. Berg ma a kaliforniai Auto Club Speedway-en és az Albertai Calgaryban található Varsity Chrysler SpeedParkban működő Allen Berg Racing Schools versenyző iskola tulajdonosa.

## Eredményei

### Teljes Formula–1-es eredménysorozata
(Táblázat értelmezése)

(Félkövér: pole-pozícióból indult; dőlt: leggyorsabb kört futott) 

| Év   | Csapat | 1   | 2   | 3   | 4   | 5   | 6   | 7      | 8      | 9      | 10     | 11     | 12     | 13  | 14     | 15     | 16     | Helyezés | Pont |
| ---- | ------ | --- | --- | --- | --- | --- | --- | ------ | ------ | ------ | ------ | ------ | ------ | --- | ------ | ------ | ------ | -------- | ---- |
| 1986 | Osella | BRA | ESP | SMR | MON | BEL | CAN | USA Ki | FRA Ki | GBR Ki | GER 12 | HUN Ki | AUT Ki | ITA | POR 13 | MEX 16 | AUS Hn | -        | 0    |

### Le Mans-i 24 órás autóverseny
| Év   | Csapat               | Autó         | Csapattárs  | Csapattárs       | Helyezés |
| ---- | -------------------- | ------------ | ----------- | ---------------- | -------- |
| 1990 | Richard Lloyd Racing | Porsche 962C | John Watson | Bruno Giacomelli | 11.      |